# Nicolae Iorga
 (décembre 2022).
Si vous disposez d'ouvrages ou d'articles de référence ou si vous connaissez des sites web de qualité traitant du thème abordé ici, merci de compléter l'article en donnant les références utiles à sa vérifiabilité et en les liant à la section « Notes et références ».
Nicolae Iorga (ou Nicolas Jorga) est un historien et homme politique roumain né le 17 janvier 1871 à Botoșani et mort le 27 novembre 1940 à Strejnicu (județ de Prahova).
Sa grande œuvre est Byzance après Byzance.

## Biographie

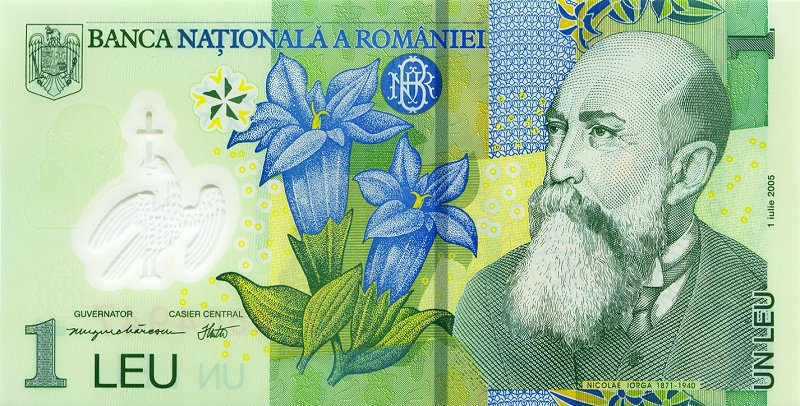
Portrait de Nicolae Iorga sur le billet de banque de 1 leu.

Après ses études en Roumanie, Nicolae Iorga complète sa formation d'historien dans les années 1890 en effectuant deux séjours à l'étranger, à Paris (thèse sur Philippe de Mézières) et à Leipzig. Iorga peut ainsi comparer deux écoles historiographiques qui s'opposaient dans le contexte plus global de la rivalité franco-allemande de l'époque. Après ses études, Iorga commence à enseigner à l'université Alexandru Ioan Cuza de Iași et à celle de Bucarest, puis à publier ses premiers articles et ouvrages.
La Roumanie vient d'accéder à l'indépendance en 1878 et commence à revendiquer les provinces à majorité roumaine de Transylvanie et de Bessarabie alors appartenant respectivement aux Empires austro-hongrois et russe, ce qui suscite dans ces Empires des réactions hostiles. Iorga s'engage activement pour l'unité roumaine et prend part aux véhémentes polémiques historiques où il s'efforce de montrer que linguistiquement le peuple roumain est issu de la romanisation des Daces, que sa langue est romane et qu'il n'a pas « disparu de l'histoire pendant mille ans » comme l'affirment avec force les historiens austro-hongrois et russes pour postuler que les Magyars sont arrivés les premiers en Transylvanie et les Slaves orientaux (Oulitches et Tivertses) les premiers en Moldavie / Bessarabie, les Roumains étant des immigrés tardifs (XIVe siècle) provenant des Balkans où résident aujourd'hui les Aroumains (ce que réfutent, de leur côté, les historiens bulgares et grecs,,, de sorte que les Roumains semblent venir de nulle part).
Nicolae Iorga œuvre pour la diffusion de sa conception de l'origine des roumanophones et de leurs droits, au rythme de l'alphabétisation, en publiant des ouvrages destinés au grand public. Il organise à partir de 1908 des « universités populaires » dans sa résidence de Vălenii de Munte. Son rôle dans la renaissance culturelle roumaine peut être comparé à celui tenu par Jules Michelet dans la diffusion en France des idées républicaines : à ce titre, il a non seulement écrit, mais aussi « fait » l'histoire. Il est aussi un promoteur de l'« ascenseur social de la nation roumaine » pour les classes populaires jusque-là peu instruites (alors qu'Allemands, Hongrois, Juifs et Russes avaient, eux, un niveau d'instruction convenable pour la plupart d'entre eux). Bien qu'il n'a jamais soutenu l'idée d'un numerus clausus dans les Universités en faveur des « Roumains de souche » (réclamé par les partis les plus nationalistes) il a néanmoins été accusé d'avoir été xénophobe à l'encontre des minorités.
Il organise en 1920, avec l'archéologue Vasile Pârvan, l'Académie roumaine à Rome (en roumain : Școala română din Roma ; en italien : Accademia di Romania in Roma) institution pour la spécialisation de jeunes archéologues et historiens.

### Controverse
Dans une approche roumanophobe Nicolae Iorga a été analysé comme un « idéologue antisémite », en particulier comme source d'inspiration pour Corneliu Codreanu. Le fait est qu'en 1909, il a fondé le Parti national-démocrate avec Alexandru C. Cuza, qui lui, fut par la suite un antisémite notoire. Selon l'historien Traian Sandu, chercheur à l'université Sorbonne-Nouvelle, Nicolae Iorga se serait référé au socialisme chrétien-démocrate de 1919, mais des écrits de Corneliu Codreanu attribuent à Iorga des idées que ce dernier n'a pas exprimées, mais que Codreanu a fait siennes : « Comme bagage intellectuel, j'avais les connaissances qu'on m'avait enseignées au lycée. […] Mais, en plus des ouvrages classiques roumains, j'avais lu tous les articles du Semănătorul (« Le Semeur ») et du Neamul Românesc (« La Nation roumaine »), journaux où écrivaient Nicolae Iorga et Alexandru C. Cuza. […] Sous une forme élevée, ces articles affirmaient les trois impératifs de vie du peuple roumain : 1. L'union de tous les Roumains. - 2. Le relèvement de la classe paysanne par l'accession à la propriété et aux droits politiques. - 3. La solution du problème juif. Deux maximes figuraient en manchette sur toutes les publications nationalistes de ce temps-là dont l'une attribuée à Iorga: La Roumanie aux Roumains, rien qu'aux Roumains, et à tous les Roumains. ».
Iorga partage cette position avec le nationaliste Alexandru C. Cuza qui écrit : « La nationalité est la force créatrice de la civilisation humaine, la civilisation est la force créatrice de la nationalité. » Toutefois les liens entre Iorga et Codreanu ne peuvent pas être prouvés et les archives montrent que les deux se haïssaient mutuellement, Iorga s'opposant avec force à la Garde de Fer et à tout ce qu'elle représentait, la qualifiant de « honte de la Roumanie moderne, meute de brutes assoiffées de haine et de violence ». Iorga soutenait le Carlisme et les membres de la Garde de Fer l'ont d'ailleurs assassiné en 1940.

### Carrière politique
Nicolae Iorga fut également un homme politique et un parlementaire, ministre et brièvement premier ministre (1931-1932). Profondément patriote il s'opposa dès 1933 à Adolf Hitler, à la Garde de fer (mouvement xénophobe et antisémite), à l'abandon de la Tchécoslovaquie lors des accords de Munich en 1938 ainsi qu'à la non-résistance roumaine face à l'occupation soviétique de la Bessarabie et de la Bucovine du Nord. Iorga fut assassiné le 27 novembre 1940 par un groupe de commandos de la Garde de fer qui le considérait comme coresponsable de la condamnation et de l'exécution en 1938 de leur « capitaine » Corneliu Codreanu.

### Écrivain et dramaturge
Nicolas Iorga fut également écrivain et dramaturge. Ses œuvres littéraires n'ont pas laissé un souvenir impérissable aux historiens de la littérature, elles reprennent souvent des grands thèmes de l'histoire roumaine.

## Apports de l’œuvre de Iorga
On ne doit pas conclure de ce qui précède que Nicolae Iorga ne fut qu'un banal propagandiste de l'idée nationale de son pays. Ce fut un historien de grande valeur, qui compta parmi les grands intellectuels européens de son temps. Grand voyageur et polyglotte, il fut nommé docteur honoris causa des plus grandes universités européennes.
Son principal apport à la science historique est sans doute son histoire de l'Empire ottoman parue en allemand en 1905. Pour la première fois, dans celle-ci, un historien balkanique ne considère pas l'occupation ottomane sous son aspect purement négatif et souligne ses effets positifs. Il ouvre ainsi la voie à la critique historique en Roumanie et dans les Balkans.
Il est également considéré comme important en Albanie, en tant que découvreur en 1915 du premier document écrit en langue albanaise, la formule du baptême de l'archevêque de Durrës Pal Engjëlli.

## Œuvres
Nicolae Iorga est l'auteur de 1 003 livres, 12 755 articles et 4 963 études.

### Histoire
- Essai de synthèse de l'histoire de l'humanité, Paris, Gambiez, 4 volumes, 1928.
- Histoire des Roumains et de la Romanité orientale, Bucarest, 10 volumes en 11 tomes, 1937-1945.
- Studii şi documente cu privire la istoria românilor, 25 volume (1901 - 1913)
- Istoria Imperiului Otoman, 5 volumes (parue en allemand - Geschichte des osmanischen Reiches, 1908 - 1913)
- Școala nouă de istorie : O lămurire definitivă, Editura Datina Românească, Vălenii de Munte, 1936, 20 p.
- Guide historique de la Roumanie, deuxième édition, Bucarest, 1936, 176 p.
- Istoria românilor, Ediția I, 1936-1939 (trad. fr. Histoire des Roumains)

Vol. 1, București, 1936. Partea I: Stămoșii înainte de romani, 272 p. Partea II: Sigiliul Romei, 346 p. ;
Vol. 2, Oameni ai pământului (până la anul 1000), București, 1936, 352 p. ;
Vol. 3, Ctitorii, București, 1937, 358 p. ;
Vol. 4, Cavalerii, București, 1937, 446 p. ;
Vol. 5, Vitejii, București, 1937, 428 p. ;
Vol. 6, Monarhii, București, 1938, 518 p. ;
Vol. 7, Reformatorii, București, 1938, 352 p. ;
Vol. 8, Revoluționarii, București, 1938, 400 p. ;
Vol. 9, Unificatorii, Bucurerști, 1938, 402 p. ;
Vol. 10, Întregitorii, București, 1939, 500 p.
- Cultura naţională şi politica naţională, 1908
- Dezvoltarea ideii unităţii politice a românilor, 1915
- Războiul nostru în note zilnice, 1914 - 1918, 1921 - 1923
- Politica externă a regelui Carol I al României, 1923
- Războiul pentru independenţa României. Activităţi diplomatice şi stări de spirit, 1927
- Studii istorice asupra Chiliei și Cetății-Albe, Institutul de Arte Grafice Carol Göbl, Bucarest, 1900
- Operele lui Constantin Cantacuzino, Institutul de Arte Grafice și Editură Minerva, Bucarest, 1901
- Despre Cantacuzini, Institutul de Arte Grafice și Editură Minerva, Bucarest, 1902
- Istoriile domnilor Țării-Românești cuprinzând istoria munteană de la început până la 1888, I. V. Socecu, Bucarest, 1902
- Drumuri și orașe din România, Editura Minerva, Bucarest, 1904
- Istoria lui Ștefan cel Mare: Povestea neamului românesc, Editura Minerva, Bucarest, 1904
- Pomenirea lui Ștefan-cel-Mare, Institutul Grafic Minerva, Bucarest, 1905
- Mărturii istorice privitoare la viața și domnia lui Știrbei-Vodă, Institutul de Arte Grafice și Editură Minerva, Bucarest, 1905
- Sate și mânăstiri din România, Editura Minerva, Bucarest, 1905, 370 p.
- Negoțul și meșteșugurile în trecutul românesc, Institutul Grafic Minerva, Bucarest, 1906
- Istoria Bisericii românești și a vieții religioase a românilor, Vol. I, Tipografia Neamul Românesc, Vălenii-de-Munte, 1908, 432 p.
- Plângerea lui Ioan Sandu Sturza Vodă împotriva sudiților străini în Moldova, Librăriile Socec & Comp., Bucarest, 1912, 11 p. + 1 facs.
- Pagini despre Basarabia de astăzi, 1912
- Două tradiții istorice în Balcani: a Italiei și a românilor, Librăriile Socec & Comp., Bucarest, 1913, 16 p.
- Legăturile românilor cu rușii apuseni și cu teritoriul zis Ucrainian, Editura Pavel Suru și Librăriile Socec & Comp., Bucarest, 1916.
- Sate și mânăstiri din România, Ediția a II-a, Editura Librăriei Pavel Suru, Bucarest, 1916, 296 p.
- Continuitatea spiritului românesc în Basarabia, Tipografia Neamul Românesc, Vălenii-de-Munte, 1918
- Istoria românilor în chipuri și icoane, Ediția I, Editura Ramuri, Craiova, 1921, 336 p.
- Mihail Kogălniceanu: Scriitorul, omul politic și românul, Editura Fundațiunei A. I. V. Socec, Bucarest, 212 p.
- Istoria artei medievale și moderne în legătură cu desvoltarea societății, Editura Librăriei Pavel Suru, Bucarest, 1923, 298 p.
- Istoria comerțului românesc - Epoca mai nouă, Tiparul Românesc, Bucarest, 1925, 210 p.
- Războiul pentru independența României – Acțiuni diplomatice și stări de spirit, Editura Națională, Bucarest, 1927, 243 p.
- Istoria românilor - prin călători, Ediția a II-a, Vol. 1-2, Editura Casei Școalelor, Bucarest, 1928-1929
- Adevărul asupra trecutului și prezentului Basarabiei, Bucarest, 1940
- Istoria unei legende: Iuliu Maniu, 1934
- Oameni care au fost, vol. I-III, 1934 - 1936

### Critique littéraire
- Istoria literaturii românești contemporane, Vol. 1-2, Editura Adevărul, București, 1934

Vol. 1: Crearea formei, 372 p.
Vol. 2: În căutarea fondului, 322 p.
- Istoria literaturii române în secolul al XVIIIlea, I—II, 1901
- Contribuţii la istoria literaturii române în veacul al XVIIIlea şi al XDClea, I—III, 1906
- Istoria literaturii româneşti în veacul al XlXlea de la 1821 înainte. In legătură cu dezvoltarea culturală a neamului, I—III, 1907— 1909
- Istoria literaturii române. Introducere sintetică, 1929
- Istoria literaturilor romanice în dezvoltarea şi legăturile lor, I-III, 1920
- Carti reprezentative in istoria omenirii, I-IV, Bucarest, 1916-1931
- Balada populara romaneasca, Valenii de Munte, 1910
- Poetii romani de supt stapanirea ruseasca, Valenii de Munte, 1910
- Anthologie de la littérature roumaine. Introduction historique et notices. Paris, 1920 (in colab. cu S. Gor-ceix)
- Idées et formes littéraires françaises dans le Sud-Est de l'Europe, Paris, 1924
- Les écrivains réalistes en Roumanie comme témoins du changement de milieu au XIXe siècle, Paris, 1925
- La société roumaine au XIXe siècle dans le théâtre roumain, Paris, 1926
- Medaillons d'histoire litteraire bysantine, Paris, 1927
- Livres populaires dans le Sud-Est de l'Europe, Bucarest, 1928
- Art et Littérature des roumains, Paris, 1929

### Littérature
- Priveliști din țară, 1905-1916
- Doctrina naţionalistă, 1922
- Din opera poetică a lui N. Iorga, Editura Ramuri, Craiova, 1921, 431 p.
- Casandra (poème dramatique en 5 actes); Ovidiu (poème dramatique en 5 actes), Editura Librăriei Socec & Comp., Bucarest, 162 p.
- Sângele lui Minos, drame en cinq actes, Editura Datina Românească, Vălenii de Munte, 1935, 71 p.
- Amintiri din Italia, Gio-sue Carducci, Bucarest, 1895
- Cronicile muntene, Bucarest, 1899
- Opinions sinceres, Bucarest, 1899
- Opinions pernicieuses d un mauvais patriote, Bucarest, 1900
- Pasarea maiastra, Valenii de Munte, 1909
- Pilde filosoficesti, Valenii de Munte, 1909
- Doamna lui Ieremia Voda, drame, Bucarest, 1910
- Cugetari, Valenii de Munte, 1911 (ed. noua ingrijita de B. Theodorescu, 1968, 1972)
- Trei drame (Doamna lui Ieremia, Gheorghe Lazar, Contra Patriei), Valenii de Munte, 1912
- Note de drum. Prin Germania, Valenii de Munte, 1913
- Constantin Brancoveanu, drame en cinq actes, Valenii de Munte, 1914
- Cinci conferinte despre Venetia, Bucarest, 1914
- O lupta literara, I-II, Valenii de Munte, 1914-1916
- Pagini despre Serbia de azi, Bucarest, 1914
- Spiritul public si literatura in epoca Unirii, Bucarest, 1915
- Cantemir Batranul, drame en cinq actes, Bucarest, 1920
- Un domn pribeag, drame en cinq actes, Bucarest, 1920
- Mihai Viteazul, drame en cinq actes, Bucarest, 1920
- In Franta. Drumuri ale unui istoric, Bucarest, 1921
- Tudor Vladimirescu, drame en cinq actes, Craiova, 1921
- Omul care ni trebuie, pièce en trois actes, Craiova, 1922
- Zidirea manastirii Arges, un acte, Craiova, 1922
- Contes roumains, Paris, 1923
- Sarmala, amicul poporului, pièce en trois actes, Craiova, 1923
- Note polone, Bucarest, 1924
- La Roumanie pittoresque, Paris, 1924
- Isus, drame en cinq actes, Craiova, 1925
- Cateva zile prin Spania, Bucarest, 1927
- Fata babei si fata mosneagului, légende dramatique en cinq actes, Valenii de Munte, 1927
- Cleopatra, pièce en cinq actes, Bucuresti, 1928
- Tara latina cea mai departata in Europa: Portugalia, Note de drum si conferinte, Bucarest, 1928
- Fratele pagan, drame en cinq actes, Valenii de Munte, 1929
- Tari scandinave: Suedia si Norvegia. Note de drum si conferinte, Bucarest, 1929
- Privelisti elvetiene, Bucarest, 1930
- America si romanii din America. Note de drum si conferinte, Valenii de Munte, 1930
- Fiul cel pierdut, drame en trois actes, Ploiesti, 1930
- Sfantul Francisc, drame en cinq actes, Valenii de Munte, 1930
- Casandra, pièce en cinq actes, Valenii de Munte, 1931
- Ovidiu, poème dramatique en cinq actes, Valenii de Munte, 1931
- Vederi din Grecia de azi, Bucarest, 1931
- O ultima raza, pièce en cinq actes, Valenii de Munte, 1932
- Catapeteasma rupta-n doua, drame en cinq actes, Valenii de Munte, 1934
- Moartea lui Asur, drame en cinq actes, Bucarest, 1934
- Un biet mosneag si un doge, drame en cinq actes, Valenii de Munte, 1936
- Primele mele drumuri italiene, Bucarest, 1936
- Sfaturi pe intunerec, I-II, Bucarest, 1936-1940
- Zbor si cuib, comédie en trois actes, Valenii de Munte, 1936
- Instantanee venetiene, Bucarest, 1938
- Razbunarea pamantului, tragédie antique en trois actes, Valenii de Munte, 1938
- Regele Cristina, drame en cinq actes, Bucarest, 1939
- Moartea lui Alexandru, drame en cinq actes, Bucarest, 1939
- Toate poeziile lui N. lorga, I-II, Valenii de Munte, 1939-1940
- Vagabondul, drame en trois actes, Bucarest1940